# Vermögenspreisinflation
Vermögenspreisinflation (englisch asset price inflation) bezeichnet einen andauernden Preisanstieg bei Vermögenswerten wie Aktien, Anleihen, Gold und Immobilien.

## Sinn und Messung
Preise von Vermögenswerten sind anfällig für Spekulationsblasen. Welche Folgen ein anschließender Preisverfall haben kann, zeigen historische Beispiele wie die Tulpenmanie, der Einbruch der japanischen Immobilienpreise 1990, das Platzen der Dotcom-Blase 2000 und die Finanzkrise ab 2007.
Das Flossbach von Storch Research Institute veröffentlicht seit 2014 vierteljährlich einen Vermögenspreisindex mit Teilindizes für Sachvermögen und Finanzvermögen.

## Abgrenzung von Inflation und Vermögenspreisinflation
Die Vermögenspreisinflation ist nicht mit der durch den Verbraucherpreisindex gemessenen Inflation im herkömmlichen Wortsinn zu verwechseln. Der Verbraucherpreisindex umfasst keine Vermögenswerte wie Aktien usw., sondern nur Konsumgüter. Folglich ist eine Vermögenspreisinflation mit stabilen Verbraucherpreisen vereinbar und umgekehrt.